# Izland csatlakozása az Európai Unióhoz

Izland és az Európai Unió elhelyezkedése

Az izlandi parlament 2009. július 16-án döntött szűk többséggel a csatlakozási kérelem benyújtásáról, amelyre július 23-án került sor. A csatlakozási tárgyalások megkezdődtek, az ország elnyerte a tagjelölti státuszt. Az első tárgyalási fejezeteket 2011. június 26-án nyitották meg; 2013-ra kétharmadukat megnyitották, egyharmadukat pedig le is zárták, nem került azonban terítékre a legnehezebbnek ígérkező közös halászati politika. A csatlakozás támogatottsága időközben alábbhagyott, a közvélemény 60%-a ellenezte a belépést. 2013 júniusában az új izlandi kormány felfüggesztette a csatlakozási tárgyalásokat,
2015-ben pedig visszavonta felvételi kérelmet.

## Izland és az EU közeledésének időrendje
- 1970. január 1. – Izland csatlakozik az Európai Szabadkereskedelmi Társuláshoz.
- 1992. május 2. – Izland aláírja a társulási megállapodást és belép az Európai Gazdasági Térségbe.
- 1994. január 1. – A társulási megállapodás életbe lép.
- 2001. március 25. – Izland csatlakozik a Schengeni egyezményhez.
- 2009. július 16. – Izland beadja csatlakozási kérelmét.
- 2009. szeptember 8. – Bizottsági kérdőív Izland felé.
- 2009. október 22. – Izland válaszol a kérdőívre.
- 2010. június 17. – Izland hivatalos tagjelöltté válik.
- 2010. július 27. – Megkezdődnek a csatlakozási tárgyalások.
- 2010. november 15. – A fejezetek vizsgálata megkezdődik.
- 2011. június 21. – A fejezetek vizsgálata befejeződik.
- 2011. június 27. – Az első négy fejezet megnyitása, kettő azonnali lezárása.
- 2011. október 19. – Első csatlakozási tárgyalás küldöttségi szinten; két további fejezet megnyitása és azonnali lezárása.
- 2011. december 12. – Csatlakozási tárgyalás kormányszinten; öt további fejezet megnyitása, négy fejezet azonnali lezárása.
- 2012. március 30. – Második csatlakozási tárgyalás küldöttségi szinten; négy további fejezet megnyitása, két fejezet azonnali l lezárása.
- 2012. május 24. – Népszavazás kezdeményezési javaslat a csatlakozási tárgyalások folytatásáról.
- 2012. június 22. – Harmadik csatlakozási tárgyalás küldöttségi szinten.
- 2013 januárjáig a 33 fejezetből összesen 27-et nyitottak meg és összesen 11 fejezet került lezárásra. A csatlakozási tárgyalásokat azonban 2013 szeptemberében – elsősorban a halászati kérdésekben meglévő érdekellentétek miatt – felfüggesztették.
- 2015 márciusában Izland visszavonta az európai uniós csatlakozásra vonatkozó kérelmét.[7]

## Fordítás
Ez a szócikk részben vagy egészben  az   Accession of Iceland to the European Union című angol Wikipédia-szócikk fordításán alapul.  Az eredeti cikk szerkesztőit annak laptörténete sorolja fel. Ez a jelzés csupán a megfogalmazás eredetét és a szerzői jogokat jelzi, nem szolgál a cikkben szereplő információk forrásmegjelöléseként.